# Le génie du mal
Le génie du mal é uma escultura religiosa executada em mármore branco e instalada em 1848 pelo artista belga Guillaume Geefs. Os historiadores de arte francófonos costumam se referir à figura como um ange déchu, um "anjo caído".
A escultura está localizada no elaborado púlpito da Catedral de St. Paul, em Liège, e retrata um homem classicamente atraente acorrentado, sentado e quase nu, exceto pelas cortinas reunidas sobre as coxas, seu corpo inteiro abrigado em uma mandorla de asas de morcego. O trabalho de Geefs substitui uma escultura anterior criada para o espaço por seu irmão mais novo Joseph Geefs, L'ange du mal, que foi removida da catedral por causa de seu fascínio perturbador e "beleza doentia".
Le génie du mal está situado em um nicho aberto formado na base de duas escadarias ornamentadas esculpidas com motivos florais góticos. O corrimão curvo das escadas em espiral reitera o arco das asas, que são retraídas e envolvem o corpo. As versões de Guillaume e Joseph são surpreendentemente semelhantes à primeira vista e parecem inspiradas no mesmo modelo humano. Para cada um, o anjo caído senta-se em uma rocha, protegido por suas asas dobradas; sua parte superior do torso, braços e pernas estão nus, seu cabelo repartido ao centro na altura da nuca. As asas com veias e membranosas são articuladas como as de um morcego, com uma garra proeminente do polegar; o olécrano nodoso e musculoso combina a anatomia humana e do morcego para criar uma ilusão de realismo. Um cetro quebrado e uma coroa arrancada são mantidos no quadril direito. Uma lágrima escorre do olho esquerdo do anjo. As esculturas em mármore branco ocupam aproximadamente as mesmas dimensões, delimitadas pelo espaço; Guillaume mede 165 por 77 por 65 cm, ou quase cinco e meio pés de altura, com Joseph apenas ligeiramente maior em 168,5 por 86 por 65,5 cm.

## História

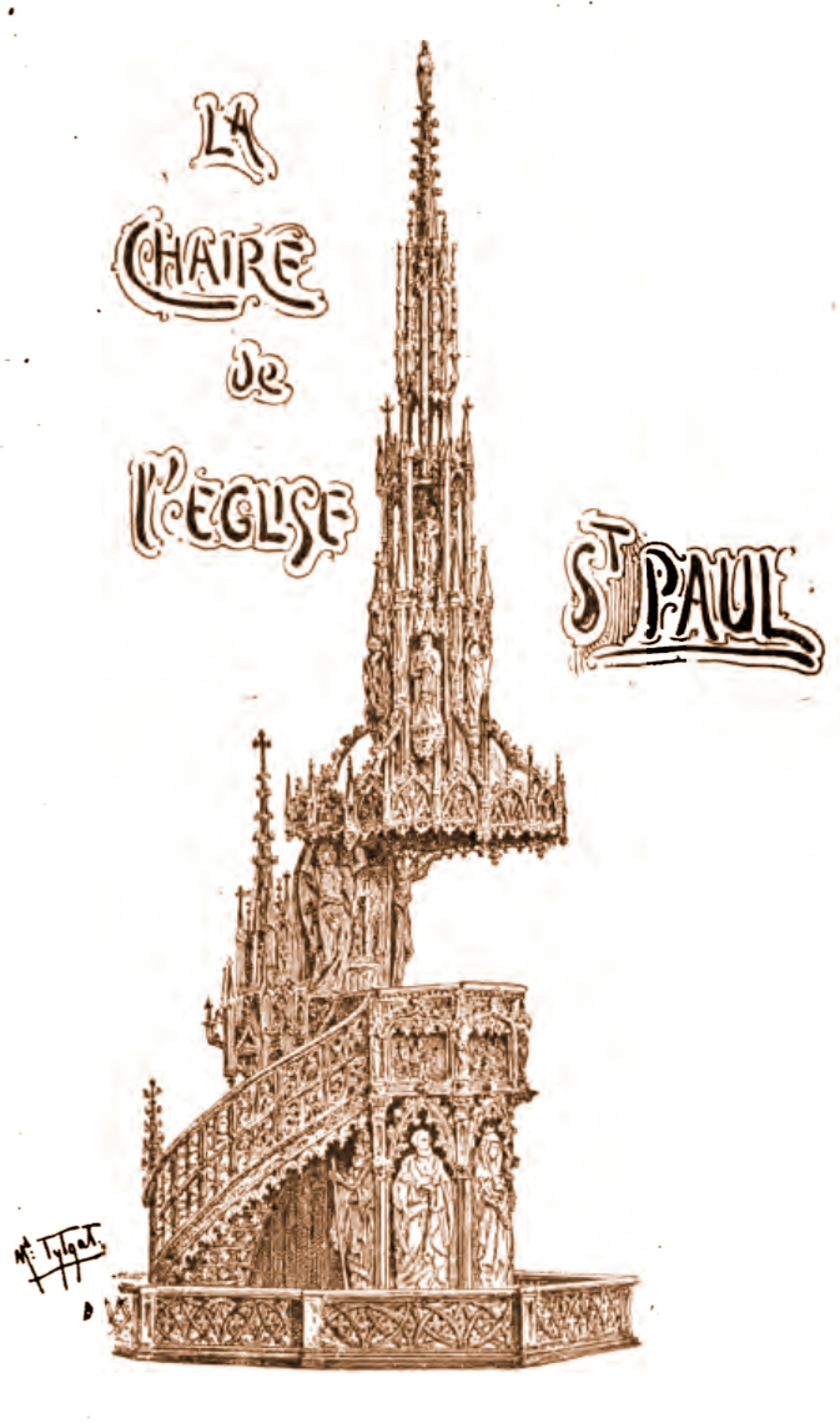
Púlpito da Catedral de St. Paul, em Liège, em uma ilustração de 1900 de Médard Tytgat; Le génie du mal está do lado invisível

Em 1837, Guillaume Geefs foi encarregado de projetar o elaborado púlpito para a Basílica de St. Paul, cujo tema era "o triunfo da religião sobre o gênio do mal". Geefs ganhou destaque criando esculturas monumentais e públicas em homenagem a figuras políticas, expressando e capitalizando o espírito nacionalista que se seguiu à independência belga em 1830. As técnicas de realismo, juntamente com a restrição neoclássica, disciplinam qualquer tendência ao heroísmo romântico nessas obras, mas o romantismo se expressaria mais fortemente no projeto de Lúcifer.
Desde o início, a escultura foi parte integrante do projeto do púlpito de Geefs, que apresentava representações dos santos Pedro, Paulo, Huberto, o primeiro bispo de Liège, e Lamberto de Maastricht. Um desenho do púlpito do ilustrador belga Médard Tytgat, publicado em 1900, mostra a frente; Le génie du mal estaria localizado na base da escada do lado oposto, mas o livro em que a ilustração aparece omite a referência à obra.
A comissão foi originalmente concedida ao irmão mais novo de Geefs, Joseph, que completou L'ange du mal em 1842 e o instalou no ano seguinte. Gerou polêmica imediatamente e foi criticado por não representar um ideal cristão. A administração da catedral declarou que "esse demônio é sublime demais". A imprensa local informou que o trabalho estava distraindo as "lindas garotas penitentes" que deveriam estar ouvindo os sermões. O Bispo van Bommel logo ordenou a remoção de L'ange du mal, e o comitê de construção aprovou a encomenda da escultura do púlpito para Guillaume Geefs, cuja versão foi instalada permanentemente na catedral em 1848.

## Recepção
Joseph exibiu sua escultura em Antuérpia em 1843, junto com quatro outras obras: um grupo de esculturas chamado O Sonho e as estátuas individuais de Santa Filomena, Amor Fiel e Órfão do Pescador. Conhecida tanto como L'ange du mal ("Anjo do Mal") e Le génie du mal, a polêmica peça foi posteriormente recebida nas coleções dos Museus Reais de Belas-Artes da Bélgica, onde permaneceu até 2009.
O trabalho de Joseph foi admirado nos níveis mais altos da sociedade. Carlos Frederico, grão-duque de Saxe-Weimar, encomendou uma réplica de mármore já em 1842. O original desenraizado foi comprado por 3.000 florins por Guilherme II, rei dos Países Baixos, e foi disperso com o resto de sua coleção em 1850 após sua morte. Em 1854, o artista vendeu um molde de gesso da estátua ao Barão Bernhard August von Lindenau, o estadista alemão, astrônomo e colecionador de arte que deu nome ao Lindenau-Museum Altenburg. O sucesso da obra elevou Joseph Geefs ao topo da categoria de escultores de sua época.
L'ange du mal está entre as seis estátuas apresentadas em uma pintura de Pierre Langlet, The Sculpture Hall of the Brussels Museum (Salle de sculpture du Musée de Bruxelles, 1882), junto com Love and Malice por outro dos seis irmãos escultores Geefs, Jean. Não foi uniformemente admirado, mesmo como uma obra de arte. Quando apareceu em uma exposição internacional de 1862, o crítico criticou o trabalho de Geefs como "gentil e lânguido" e sem "músculos", "um demônio doente...: o aguilhão de Satanás é retirado."

### O demônio está sublime demais

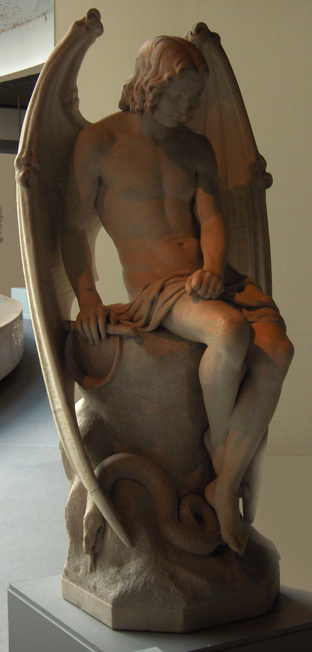
L'ange du mal (1842) de Joseph Geefs

Além das asas vespertilionídeas, o anjo caído de Joseph Geefs assume uma forma completamente humana, manifestada por sua quase nudez artística. Um lenço lânguido roça a virilha, os quadris ficam à mostra e as coxas abertas formam uma avenida que leva à sombra. A curva sinuosa da cintura e do quadril recebe um jogo composicional em relação aos arcos das asas. O torso está em forma, mas jovem; suave e gracioso, quase andrógino. A expressão do anjo foi descrita como "séria, sombria, até feroz", e o olhar inclinado para baixo direciona o olhar do observador ao longo do corpo e das coxas até os joelhos separados. O elemento satânico mais óbvio, além das asas, é a cobra se desenrolando na base da rocha. L'ange du mal foi chamada de "uma das obras mais perturbadoras de seu tempo".
As esculturas de Joseph são "impressionantes por seu acabamento e graça perfeitos, sua linha elegante e até poética", mas ao mesmo tempo em que exibe essas qualidades em abundância, L'ange du mal é excepcional no corpo de trabalho do artista em seu tema: 
Ele ilustra convincentemente a atração da era romântica para as trevas e o abismo, e a reabilitação do anjo caído rebelde. As asas quirópteras, longe de inspirar repulsa, formam uma moldura que realça a beleza de um corpo jovem.
Como uma espécie de "Adônis alado", o anjo caído pode ser visto como o desenvolvimento do antigo Adonis allant nu de Geefs à la chasse avec son chien ("Adônis vai caçar com seu cão"). A composição de L'ange du mal foi comparada à do pequeno Satan de bronze de Jean-Jacques Feuchère (1833), com o anjo de Geefs notavelmente "menos diabólico". A humanização de Lúcifer pela nudez é característica também da colossal obra do escultor italiano Costantino Corti, executada poucos anos depois das versões dos Geefs. Corti descreve seu Lúcifer como frontalmente nu, embora protegido discretamente pelo pináculo de rocha que ele monta, e emoldurado com as asas emplumadas de sua origem angelical.